# Festes de la Patrona (Pollença)
Les Festes de la Patrona són un seguit celebracions tradicionals que tenen lloc anualment el 2 d’agost, coincidint amb el dia de la Mare de Déu dels Àngels, patrona de Pollença. Les festes commemoren la victòria dels pollencins sobre l'atac dels pirates sarraïns liderats per Dragut l'any 1550.

## Context històric
Durant els segles xv i xvi, les costes mallorquines patiren freqüents incursions de pirates provinents del nord d'Àfrica, sota el lideratge de corsaris com Dragut i Barbarroja. Aquestes ràtzies, tenien com a objectiu saquejar els pobles costaners, segrestar habitants per vendre'ls com a esclaus i apoderar-se de provisions i riqueses.
La nit del 30 al 31 de maig de 1550, una flota d’uns 1.500 pirates desembarcà a la costa de Pollença, amb intencions de devastar el poble. Tot i ser numèricament inferiors, els pollencins s'organitzaren sota el lideratge de Joan Mas, un personatge clau que encara avui és venerat com a heroi local.
Segons la tradició, Joan Mas es dirigí a la plaça de l'Almoina i exclamà el crit:
| «          | Mare de Déu dels Àngels, assistiu-nos! Pollencins, aixequeu-vos, que els pirates ja són aquí! | » |
| — Joan Mas |                                                                                               |   |

## Orígens i evolució del simulacre de la batalla

### Orígens
La primera referència documentada sobre la celebració del simulacre de la batalla data de 1860, tot i que és possible que aquesta tradició hagués començat uns anys abans. Segons els relats recollits per Ramon Picó i Campamar, es tractava d'una festa sumptuosa per a l'època. La posada en escena la feia un esdeveniment impressionant però costós, fet que probablement va portar a la seva desaparició poc després. Malgrat aquesta interrupció, el simulacre ressorgí el 1882. No obstant això, aquesta nova versió de la festa diferia significativament de l'original i ha continuat evolucionant des de llavors.

### Canvis
Els primers simulacres seguien un recorregut que començava a la plaça de l'Almoina i acabava a la plaça de Sant Jordi. Durant els combats, les dones del poble hi participaven activament, armades amb ganivets i falçs. Segons Picó i Campamar, la valentia de les dones atemoria els pirates, que fugien del poble.
Inicialment, els combats finals tenien lloc al Camp d'en Campos, però aquest espai es va urbanitzar durant els anys 1920, la qual cosa va obligar a cercar nous indrets per a la culminació de la batalla. Així, es van utilitzar espais com el Camp de les Monges (1903), el Camp d'en Brull (1926), el Camp de l'Om i el camp de futbol de Can Escarrinxo, que es va consolidar durant la postguerra.

## Estructura i desenvolupament i actual de les festes

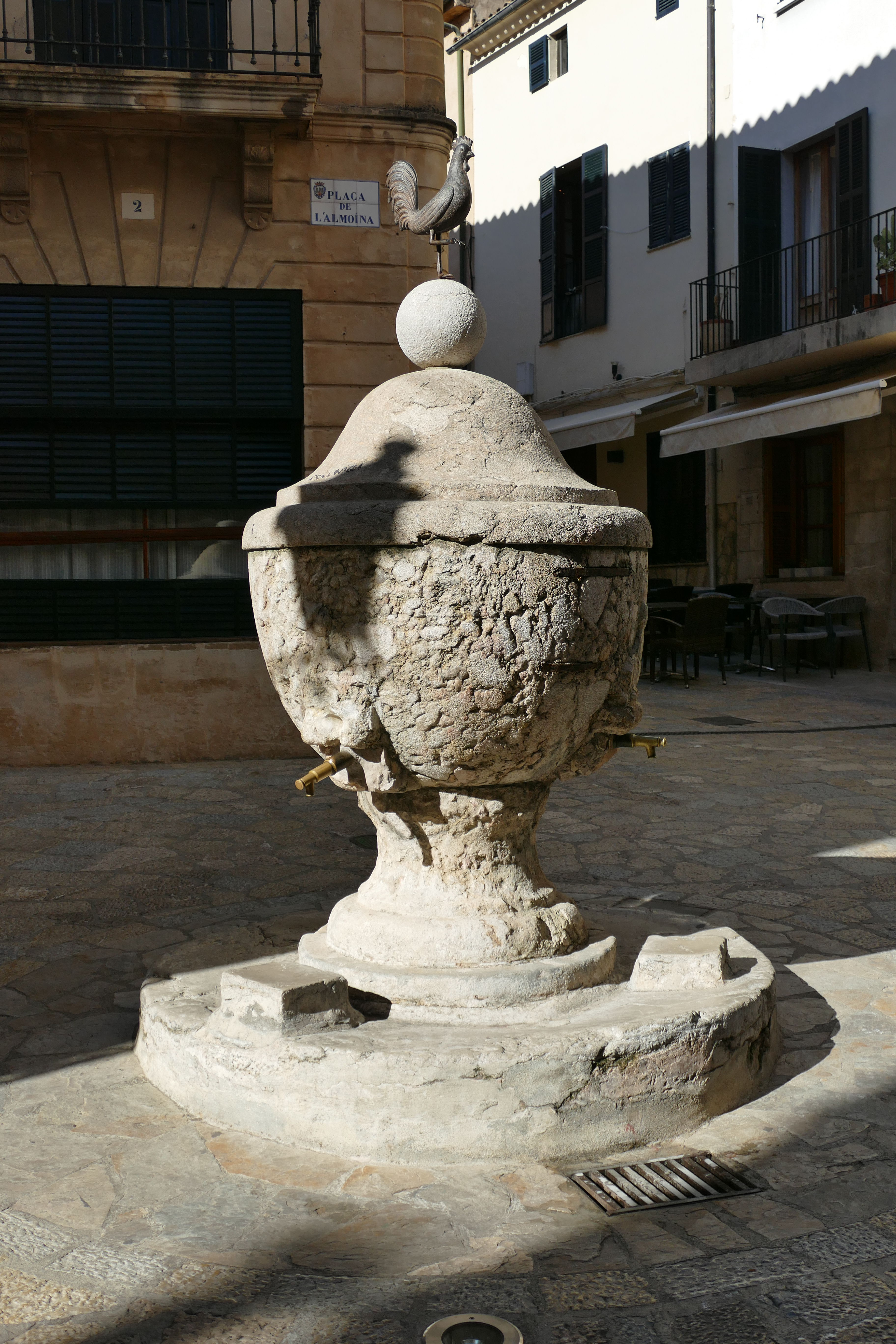
Plaça de l'Almoina de Pollença, des d'on s'inicia el simulacre de l'enfrontament entre moros i cristians

### Matí
El dia del simulacre comença a les 5 del matí, quan la banda de música de Pollença interpreta l’himne de l'Alborada a la Plaça Major, marcant l'inici de la jornada. Tot seguit, se celebra una missa solemne en honor a la Mare de Déu dels Àngels a l'església parroquial, que simbolitza la devoció del poble cap a la seva patrona. Més tard, els actes es completen amb el ball de la dama i els cossiers, una dansa tradicional que, des de la seva recuperació el 1981 després de 71 anys en l'oblit, ha esdevingut un element essencial de les festes.

### Tarda: el simulacre de la batalla
A la tarda, comença la recreació de la batalla entre moros i cristians. La representació es divideix en diversos moments claus:
1. L'aparició de Joan Mas: El personatge de Joan Mas, caracteritzat amb una vestimenta senzilla de color blanc, travessa els carrers del poble fent el crit d'ajuda als pollencins.
2. L'arribada dels pirates: El bàndol dels moros, liderat pel seu capità, irromp als carrers del poble amb crits de guerra i vestimentes de colors que representen l'estil dels corsaris sarraïns.
3. Els enfrontaments: Al llarg de la tarda, es duen a terme diversos enfrontaments simbòlics entre els dos bàndols. Els participants utilitzen espases de fusta i bastons. Aquests enfrontaments es realitzen en punts claus del poble, com el carrer Major, can Nogués o la plaça de Sant Jordi .
4. La batalla final: El clímax de la festa té lloc a l'esmentada plaça, on es representa la derrota dels pirates. El bàndol cristià, liderat per Joan Mas, venç els moros amb el suport dels pollencins i la universitat. El simulacre acaba al Camp de Can Escarrinxo, on els cristians capturen la bandera sarraïna.
5. El tedèum: La jornada culmina a l'església parroquial amb la interpretació d'un solemne tedèum, compost per Mossèn Miquel Tortell, juntament amb els Goigs de Miquel Costa i Llobera, ambdós en honor a la Mare de Déu dels Àngels. Aquest acte litúrgic és un gest d’agraïment per la seva protecció.[1]

### Vestimenta i música
Els participants vesteixen roba d’època per representar els bàndols de moros i cristians. La música té un paper central en la festa, amb peces tradicionals com la Marxa dels Moros i Cristians, l'Alborada i l'Himne de la Patrona, que són interpretats per bandes locals i corejats pels participants.